# Дети дождя
«Дети дождя» (фр. Les Enfants de la pluie) — полнометражный мультфильм французско-корейского производства в жанре фэнтези по мотивам романа французского писателя Сержа Брюссоло — «По образу дракона». Сюжет повествует о двух народах — пиросах, детях солнца, и гидросах, детях дождя. Они враждуют между собой и противоположны настолько, что даже не могут прикоснуться друг к другу. Тем не менее это не мешает молодому воину пиросов влюбиться в девушку гидросов. Вместе они в силе прервать порочный круг насилия и изменить судьбу своих народов.
Первые попытки экранизации романа предпринимались ещё в 1982 году режиссёром Рене Лалу, однако вплоть до 1990-x годов ему так и не удалось получить финансирование. Режиссёром мультфильма выступил Филипп Леклерк, за сценарий и дизайн персонажей отвечал известный во Франции фантаст и автор комиксов Филиппа Каза. Именно он наделил персонажей оригинальным дизайном. И Леклерк и Каза раннее работали над фантастическим мультфильмом «Гандахар». История из романа-первоисточника была значительно изменена, чтобы сделать более подходящей для детской аудитории. Создатели также столкнулись с проблемой из-за слишком короткого хронометража мультфильма. Анимация к мультфильму создавалась в Южной Корее. Музыкальное сопровождение в стиле оперной музыки написал Дидье Локвуд.
Мультфильм провалился в прокате, кинокритики также оставили смешанные отзывы, часть из них похвалили «Детей дождя» за оригинальный художественный стиль, проработанную вселенную и глубокие мысли, доносимые с сюжетом о призыве к терпимости к разным культурам и пагубные последствия фанатизма. Тем не менее мультфильм раскритиковали за его низкое качество анимации и ряд сюжетных недостатков, прежде всего концовку.

## Сюжет
В древности Великий Космический Дракон, оберегающий вселенский мир, был разрублен пополам демоном — «Пожирателем Душ», из-за чего мир и все его обитатели вынуждены были разделиться на две противоположные части, как и человечество на два противоборствующих народа — гидросов и пиросов. Пиросы зависят от солнца, огня, а вода обжигает и разъедает их плоть. Гидросы же наоборот живут водой, и превращаются в каменные статуи, чтобы защититься от жары и не зачахнуть под солнечным светом. Каждый год происходит смена сезона дождя и засухи. Пиросы в сезон дождей укрываются в Орфалезе, городе-крепости, страдают не только от сырости и нехватки тепла, но и от нападений драконов-убийц. Пиросы верят, что именно гидросы насылают на них этих хищников. Жизненно необходимыми для пиросов являются солнечные камни, которые дарят им свет и тепло во время дождей, добываемые рыцарями во время походов в Амфиболь, город гидросов. Для гидросов наоборот сухой сезон — это проклятье, так как в окаменевшей форме они абсолютно беззащитны и вынуждены погружаться в глубокий сон.
Основной сюжет рассказывает о семье Родоса — рыцаря-пироса, предавшего своих товарищей во время одного из походов. Мать главного героя, юного чемпиона по стрельбе из арбалета Скана, сажают в тюрьму и приговаривают к смерти после того, как она высказалась в обвинительной речи в адрес правителей пиросов. Скан решает пойти в поход на гидросов, чтобы узнать правду о своих врагах.
Прибыв в Амфиболь, Скан узнаёт, что рыцари пиросов взрывают беспомощных окаменевших гидросов, чтобы добыть из их груди камни солнца — их души и одновременно источник защиты от солнца. Поражённый увиденным Скан решает восстать против рыцарей, и во время схватки убивает Аккара — сына предводителя Раззы. Герой случайно встречает статую молодой девушки-гидроса и решает дотащить её до водного источника. Там он впервые видит наяву живого гидроса.
Девушка по имени Каллисто подружилась со Сканом, и герой узнаёт, что гидросы не способны на насилие, в том числе не отдают приказов никаким драконам атаковать город пиросов. Родители Каллисто дают герою временный приют с наступлением дождевого сезона. Скан наблюдает за гидросами, как они проводят время за развлечениями и танцами. Герой узнаёт, что легенда о вселенском драконе заканчивается пророчеством, гласившим, что «несокрушимая любовь» свергнет пожирателя душ и воссоединит две части дракона и гидросы с пиросами снова смогут стать одним народом. Каллисто отводит Скана к пиросам-повстанцам, крадущим взрывчатку у рыцарей во время сухого сезона. Скан и Каллисто влюбляются в друг друга, но даже не могут дотронуться друг до друга, и вынуждены расстаться.
Тем временем повстанцы узнают, что Разза обезумел после смерти своего сына, и устроил настоящий террор против пиросов, пытая и массово приговаривая жертв к смертной казни под дождём. Повстанцы вместе с гидросами организуют поход в город пиросов в надежде свергнуть злодея и его приспешников. План оказывается успешным, но Разза сбегает в подземелье. Там Скан вступает с ним в последнюю схватку и узнаёт, что он на самом деле — Пожиратель душ, намеренно вносивший распри между двумя народами. В этом подземелье также заточён разделённый надвое Великий Космический дракон. После победы над Раззой дракон сливается воедино и улетает, оставляя после себя золотой источник, который должны испить гидросы и пиросы, чтобы вновь стать единым народом. Первыми в источник погружаются Скан с Каллисто, и история заканчивается моментом, где Скан выходит со своей возлюбленной под дождь, который больше не вредит ему.

## Актёры озвучивания
| Актёр             | Роль                                           |
| ----------------- | ---------------------------------------------- |
| Бенджамин Паскаль | Скан, главный герой                            |
| Фили Кейта        | Каллисто, девушка-гидрос                       |
| Фредерик Сердаль  | Разза, верховный консул и предводитель пиросов |
| Маржолен Пулен    | Джуба, старшая сестра Скана                    |
| Шарль Пестель     | Тоб, близкий друг Скана                        |
| Давид Крюгер      | Аккар, сын Раззы                               |
| Мелоди Дубос      | Берил, мать Скана и Джубы                      |
| Жильбер Леви      | Солон, отец Каллисто и рассказчик              |
| Элен Вокуа        | Хлоя, мать Каллисто                            |
| Филипп Саррацин   | Тринитро, шут-гидрос                           |
| Эрик Питер        | Отар, тренер рыцарей и оруженосцев             |

## История создания

### Предпосылки

Хамелеоны (гидросы) и гидрофоб (рыцарь-пирос) в художественном представлении в 1980-е годы.

«Дети дождя» являются вольной адаптацией французского фэнтезийного романа «По образу дракона» (фр. À l'image du dragon) авторства Сержа Брюссоло. Первая попытка экранизации предпринималась режиссёром анимационных фильмов Рене Лалу ещё в 1982 году. Его тогда решили поддержать сценарист Рафаэль Клюзель, раннее работавший с Лалу над созданием научно-фантастического мультфильма «Гандахар: Световые годы» и иллюстратор Патрис Санауджас. Однако Лалу не удалось убедить продюсеров профинансировать проект. Режиссёр затем множество раз пытался возродить проект и в 1990-е годы, но все его попытки были тщетны, так как европейская анимация в этот временной период почти не финансировалась, не выдерживая конкуренции со стороны диснеевских проектов. Ранняя экранизация точнее следовала роману-первоисточнику, рассказывая о Наде из племени «гидрофобов», невыносящих воду. Он воин-фанатик, ненавидящий племя «хамелеонов» — людей, оборачивающихся в камень при солнечном свете. Оба племени враждуют между собой и по возможности стремятся проредить ряды друг друга. Во время дождя хамелеоны насылают плотоядных драконов на гидрофобов, вынужденных прятаться в пещерах во время дождя, а гидрофобы же в солнечную погоду уничтожают окаменевших и беззащитных хамелеонов. Для последней цели Над отправился в поход на город хамелеонов. Однако там он влюбляется в молодую девушку-хамелеона и для её защиты вынужден сражаться со своими же товарищами. Над и его новая возлюбленная становятся изгоями для своих народов, но им удаётся родить дитя-гибрида, лишённого недостатков гидрофобов и хамелеонов. Может быть это дитя станет ключом к объединению двух противоположных народов.
Очередную попытку экранизации Лалу, Санауджас и Клюзель предприняли в 1995 году, привлекая к проекту продюсера Леона Зуратаса и сценариста Лоуренса Килберга. Однако Санауджас и Клюзель умерли, а Рене Лалу, основной инициатор проекта, впал в депрессию, окончательно отказавшись от него. Несмотря на вышеописанные обстоятельства, Леон Зуратас по-прежнему был заинтересован в развитии проекта и попытался привлечь бывших сотрудников Лалу по работе над «Гандахаром» — режиссёра Филиппа Леклерка и иллюстратора Филиппа Казу. Именно тогда Лалу впервые дал Казе почитать оригинальный роман, но тот не был впечатлён историей, с его слов, в романе был представлен интересный мир, но не было ясной концовки, а его героям было сложно сочувствовать. Поэтому Каза в начале отказался участвовать в проекте. Через 10 лет, в 1997 году, уже Леклерк предложил Казе вновь принять участие в проекте и на этот раз Каза согласился, ссылаясь на дружбу с Леклерком. Несмотря на длинную предысторию, Леклерк утверждал, что его мультфильм был самостоятельным проектом и не имел прямого отношения к проекту Лалу.

### Создание
Несмотря на многочисленные попытки запустить проект, переходный момент для него настал в 1997 году, примерно в этот момент происходило возрождение мультипликации за пределами США, вторжение азиатских мультфильмов, например лент от Studio Ghibli на западный рынок и появление в Европе независимых анимационных студий. Так, окончательный сценарий к будущему мультфильму был написан в 2000 году. Всего на создание мультфильма ушло пять лет, три года пришлись на подготовку и препродакшен, а последние два — непосредственно на работу над мультфильмом. Первый год команда во Франции занималась сюжетом, дизайном персонажей и создавала раскадровку. Над анимацией затем работали сотрудники из Южной Кореи; их начальник Хан Син сам был впечатлён проектом и согласился профинансировать треть бюджета мультфильма. В этот момент Филипп Леклерк также переехал в Южную Корею, чтобы наблюдать за работой аниматоров. Остальную часть оплачивала французская компания MK2, это также было её первое финансирование мультфильма.
Каза заметил, что команда стремилась создать мультфильм, равняющийся на «Навсикаю из Долины ветров», «Небесный замок Лапута» или «Принцессу Мононоке», затрагивая тему символизма, вынужденного путешествия и пагубного влияния человека на окружающую среду. Режиссёр Филипп Леклерк заметил, что мультфильм затрагивает политически-социальные темы, объясняет важность терпимости и пагубность фанатизма. Леклерк оговорился, что если бы мультфильм вышел в 2001 году, после уничтожения башней-близнецов, это бы поставило создателей в неудобную ситуацию из-за затрагивания похожих тем в мультфильме. Каза признался, что у команды был ограниченный бюджет, что сказалось на качестве анимации и длине хронометража, создателям требовалось уместить весь сюжет с её богатой вселенной в 85 минут экранного времени и чтобы минимально раскрыть историю, не жертвуя качеством, создателям потребовались бы как минимум ещё дополнительные 10-15 минут. Каза заметил, что в идеале для полноценного раскрытия сюжета потребовалось бы два мультфильма или шесть серий по 26 минут. Изначально созданный материал был предназначен на 92 минуты, но от команды потребовали сократить его до 82 минут, в итоге создатели добились того, чтобы им предоставили ещё несколько минут, увеличив хронометраж до 86 минут, тем не менее команде пришлось убрать сцены, связанные с восстанием против власти Раззы.

### Вселенная и дизайн

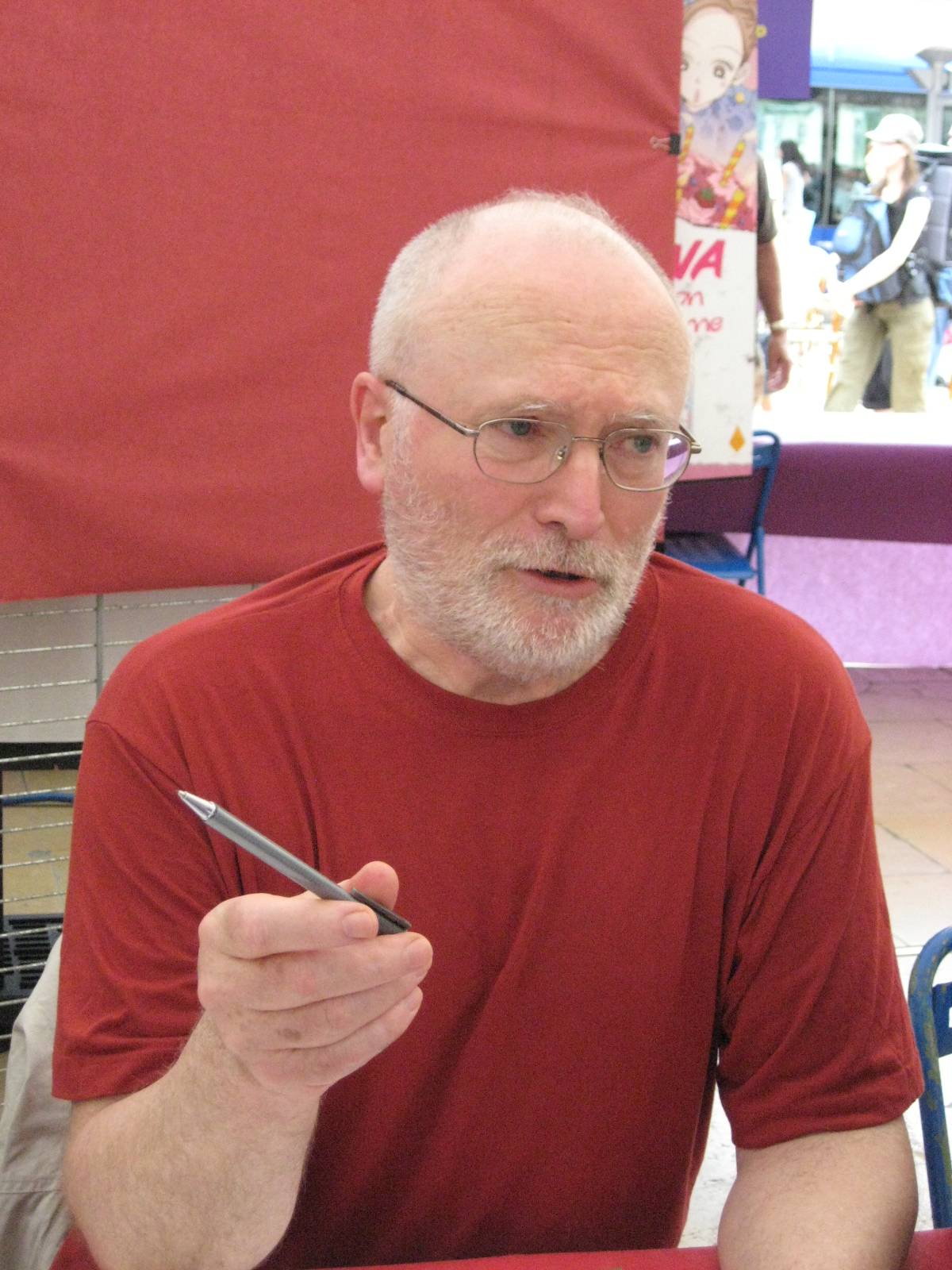
Иллюстратор-фантаст, придавший оригинальный стиль миру и персонажам «Детей дождя»

За дизайн персонажей отвечал Филипп Каза, известный прежде всего, как фантаст и иллюстратор, создавший серию комиксов Le Monde d’Arkadi. Он разработал фирменный художественный стиль и применил его в мультфильме «Дети дождя». Через свой стиль Каза оспаривает утвердившиеся стандарты красоты. В частности его персонажам свойственна чуждая красота и не совсем человечная физиология. Каза также увидел в проекте шанс бросить вызов устоявшимся стандартам в мультипликации. Художник признался, что испытывал некоторые трудности с остальной командой создателей и аниматоров, не понимающих его фирменный стиль. Художник разработал набор стандартизированных правил физиологии персонажей, например расположения глаз, формы черепа и так далее или как Каза описывал — набор стереотипов. В конце концов аниматорам удалось со временем интуитивно прочувствовать стиль Казы, создавая второстепенных персонажей без его непосредственной помощи.
Вселенная, представленная в мультфильме сочетает эстетику древнего мира, средневековья, так и футуризма. Филипп Каза в одном из своих интервью заметил, что он со сценаристами практически полностью переосмыслил вселенную из первоисточника, указывая на то, что изначальная история почти не раскрывает культуру двух народов, кроме того, что одни — «гидрофобы» боятся воды, а другие — «хамелеоны» каменеют от солнца ввиду особенностей их физиологии. В оригинальном романе гидрофобы не выносили воду, так как она проникала под их кожу и буквально разрывала её. Каза решил прописать ещё более фундаментальные различия между двумя народами, связав гидрофобов со стихиями огня и солнца, а хамелеонов наоборот — с водой. Так зародилась идея пиросов и гидросов. Если в оригинальном романе сюжет делал исключительный акцент на том, как гидрофобы вынуждены укрываться от воды, то в «Детях дождя» пиросы наслаждаются солнцем и жарой сухого сезона. Так как гидросы и пиросы связаны с противоположными элементами, они не могут дотронуться друг для друга, а если и попытаются, то обожгут друг друга, гидрос своей влагой, а пирос своей раскалённой кожей. Дизайнеры тщательно проработали дизайн каждого персонажа вплоть до уникальных костюмов для всех второстепенных персонажей, лишь появляющихся в кадре.
Работая над культурой пиросов и гидросов, Каза намеренно подчёркивал их противоположность, например у пиросов поджарое телосложение, острые черты лица и абсолютно преобладают тёплые цветовые тона, а зелёный цвет — табу, так как ассоциируется с врагами и носится только заключёнными. Также их цивилизации присущи утилитаризм, мачистская суровость и садомазохистская эстетика — обилие металла и кожных изделий, в культуре и архитектуре прослеживаются ближневосточные мотивы и ар-деко из 1920-30х годов. У гидросов всё наоборот: они вегетарианцы, миролюбивые гедонисты, более изящные и у них мягкие черты лица. По идее они должны быть обнажёнными, но одежда им добавлена из-за рейтинга мультфильма. Их архитектура вдохновлена греческой, бразильской и таитянской культурой, а также ар-нуво 1900-х годов c плавными и изогнутыми элементами. Каза заметил, что город Амфиболь прежде всего вдохновлялся парком Гуэля в Барселоне.
Для мультфильма Каза также создал несколько десятков видов животных, похожих на динозавров, также связанных со стихиями огня или воды. Часть животных, связанных со стихией воды как и гидросы впадают в каменную спячку.

### Сюжет
Сюжет изначального романа был значительно переработан для адаптации с обновлённой вселенной, созданной Казой. За основу сюжета был взят сценарий Рене Лалу, со слов Казы — он выглядел лучше первоисточника, но по прежнему слишком сырым или как выразился фантаст — излишне мизантропным и женоненавистническим. Казе хотелось сделать персонажей истории более человечными.

Концепт-арты некоторых персонажей, слева направо: Скан, Отар, Джуба, Аккар, Каллисто и Хлоя

Был переписан главный герой, который в изначальной истории был рыцарем-фанатиком, кардинально поменявшим взгляды по мере развития сюжета. Героем был сделан молодой оруженосец, который в итерации Казы является сыном оригинального героя-рыцаря. Культура пиросов была переработана и сделана более мягкой, оригинальный сюжет делал особый акцент на фетишистских и садомазохистских практиках гидрофобов, сценаристы исключили большинство сцен насилия, в частности Каза упоминал моменты из романа, где у женщин взрывались груди, когда в них накапливалось много влаги. Гидросы также были прописаны, как неспособные к какому либо насилию, сценаристы отказались от изначальной идеи того, что они насылают на пиросов драконов в сезон дождей. Каза заметил, что в противном случае гидросы бы уже давно затопили жилища пиросов в сезоны дождей. Сценаристы не хотели делать пиросов однозначно злыми, показывая, что большинство персонажей в мультфильме вне зависимости от своей расы являются не добрыми и не злыми. Например способность к насилию только у пиросов позволила прописать идею с повстанцами-пиросами, ставшими главными защитниками гидросов от рыцарей Арфалеса. Каза хотел добавить женщин-пиросов в команду повстанцев и чтобы сестра главного героя Джуба стала бы наездницей и мятежницей. 
В целом, несмотря на оригинальный стиль, «Дети дождя» передают достаточно классическую историю о героизме и любви. Так как у сценаристов было ограниченное время для рассказа истории, они выработали чёткую структуру сюжетного повествования, которая должна была развиваться быстро и без «передышек». Первые 20 минут раскрывают детство героя Скана и культуру пиросов. Каждая сцена даже косвенно стремится раскрыть историю и культуру двух народов. Наоборот, сюжет замедляется начиная со встречи Скана с Каллисто, чтобы лучше раскрыть возникновение и развитие любви между этими героями.
В целом проблема была связана с тем, что историю необходимо было адаптировать для детского рейтинга, но и одновременно сохранить структуру первоисточника. Каза упомянул, что оригинальный роман затрагивал массовые убийства, изнасилование главного героя одним из его товарищей-рыцарей, самоубийство, подробное описание пыток среди гидрофобов, поедание людей драконами, использование пиросов-рабов, как живых щитов от воды, постоянный страх перед смертоносным дождём. Создатели при этом по-прежнему целились на подростковую, взрослую аудиторию и не хотели подвергать сюжет такой жёсткой цензуре, как в американских мультфильмах, по-прежнему оставив сцены с убийствами и жестокой смертью, но эти моменты достаточно короткие и преподнесены так, чтобы не слишком шокировать зрителей. Также в отличие от романа-оригинала, история в мультфильме в целом наполнена более положительной и обнадёживающей атмосферой, наделённой долей юмора. Характерный пример юмора — сцена, где Каллисто прячет Скана в пасти «динозавра», чтобы защитить его от воды. Каза заметил, что сценаристы были в восторге от этой идеи. 

## Музыка

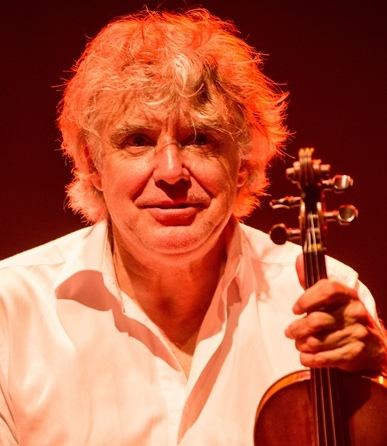
Дидье Локвуд, композитор музыкального сопровождения

Музыкальное сопровождение к мультфильму, которое записывалось с участием хора и симфонического оркестра, написал Дидье Локвуд. Он, будучи давним другом режиссёра Филиппа Леклерка, сразу же согласился выступить композитором и принялся за работу с самого начала создания мультфильма. Леклерк заметил, что у него с Локвудом схожие музыкальные предпочтения и поэтому режиссёр прямо указывал, какие именно музыкальные мотивы он хотел бы услышать в «Детях дождя», в частности, музыку в стиле французской рок-группы Magma, с которой выступал Локвуд. Так Дидье начал работать над композициями.
Он также получал ранние раскадровки мультфильма, чтобы каждая сцена и действия персонажей в истории имели свою музыкальную тему, таким образом музыка сама становится частью сюжета, а не просто дополняет её. Локвуд представлял историю из мультфильма, как оперу, музыкальные композиции также выдержаны в оперном стиле, что нестандартно для мультфильма. Музыку исполнял Болгарский симфонический оркестр.
17 июня 2003 года во Франции лейблом MK2 Music был выпущен музыкальный альбом «Musique Originale Du Film Les Enfants De La Pluie», в него вошли 50 композиций из мультфильма.
1. «Thème De Béryl (Générique De Fin)» — 4:03
2. «Introduction» — 1:04
3. «Ouverture (Générique De Début)» — 0:47
4. «Orfalaise» — 0:59
5. «Djuba Et Les Klütz» — 0:49
6. «Skän Et Béryl» — 0:58
7. «Le Retour Des Chevaliers» — 1:41
8. «L’Acceuil Des Chevaliers Par Razza» — 0:54
9. «La Révolte De Béryl» — 1:42
10. «Le Souk D’Orfalaise» — 0:29
11. «Skän Et Djuba En Prison» — 1:01
12. «Béryl Et Skän En Prison» — 1:31
13. «L’Arrivée De La Pluie» — 1:21
14. «La Préparation De La Saison Des Pluies À Orfalaise» — 0:54
15. «Béryl Soigne Un Prisonnier» — 0:41
16. «L’Entraînement Des Chevaliers (Part 1)» — 1:20
17. «Skän Découvre La Crypte» — 1:23
18. «Le Transfert De Béryl» — 0:38
19. «Le Sacrifice De Béryl» — 1:55
20. «L’Entraînement Des Chevaliers (Part 2)» — 0:49
21. «Le Dîner D’Adieu» — 1:21
22. «Le Discours De Razza» — 0:55
23. «Le Départ Des Chevaliers» — 1:00
24. «La Pyramide En Ruine» — 0:27
25. «L’Attaque Des Renégats» — 1:14
26. «Sous La Lune» — 0:43
27. «Le Pompage De L’Eau» — 0:42
28. «Arrivée À Amphibole» — 0:35
29. «La Traversée D’Amphibole» — 1:22
30. «La Pose Des Boules De Plasma» — 1:11
31. «L’Attaque Des Gulines» — 0:30
32. «L’Évasion De Skän» — 0:47
33. «La Découverte De Kallisto» — 1:25
34. «Skän Et Akkar S’Affrontent» — 1:36
35. «Skän Porte Kallisto» — 0:33
36. «Thème De Kallisto» — 1:32
37. «Thème De Djuba» — 2:07
38. «Le Réveil Des Hydross» — 1:23
39. «Skän Dans La Bouche Du Dragon» — 0:47
40. «Amphibole Reprend Vie» — 0:40
41. «Skän Sous Le Réflecteur» — 1:30
42. «La Fête Des Hydross» — 2:18
43. «Skän Et Kallisto Se Séparent» — 1:46
44. «Duo» — 1:27
45. «Le Récit D’Othar» — 0:47
46. «Skän Attaque Orfalaise» — 0:52
47. «La Salle Du Conseil» — 1:30
48. «Présentation Des Hydross Aux Pyros» — 0:40
49. «L’Ultime Affrontement» — 2:55
50. «Final» — 2:54

## Выпуск
«Дети дождя» впервые был представлен на международном фестивале анимационных фильмов в Анси в категории превью. Выход мультфильма состоялся 25 июня 2003 года. В день своего выхода он возглавил показы в парижских кинотеатрах, это при том, что релиз не сопровождался широкой рекламной компанией. Тем не менее общие доходы с просмотров в кинотеатрах Франции составили 1,3 миллиона евро, что было коммерческим провалом, не окупившим затраты на создание мультфильма — 6,1 миллион евро без учёта рекламы. «Дети дождя» также демонстрировались в августе того же года на 36 экранах кинотеатров России в рамках выпуска серии французских анимационных фильмов, дистрибуцией занималась компания Вест Видео. Помимо прочего, мультфильм выходил в Бельгии 2 июля 2003 года (Le Parc Distribution), в Италии 13 февраля 2004 года (Mikado Film), Испании 4 мая (Barton Films) и Мексике 29 мая 2005 года (Nueva Era Films).
Компания-дистрибьютор MK2 выпустила DVD-издание с двумя дисками. Первый диск включает сам мультфильм с четырьмя звуковыми дорожками формата DTS и Dolby Digital, а также игру на память Memoss. Второй диск включает коллекцию саундтреков к мультфильму композитора Дидье Локвуда. Вставив диски в компьютер, покупатели могут скачать эксклюзивные обои авторства Филиппа Казы.

## Критика
Николя Жуэн, журналист «Le Figaro» похвалил мультфильм за его богатое повествование, в котором найдутся схожие мотивы с работами Хаяо Миядзаки — например «Принцесса Мононоке» или «Унесённые призраками», в частности, война, страх перед чужеземцами и прежде всего неизвестным. В истории, созданной по мотивам романа явно прослеживается эстетика научной фантастики из 1970-х годов и влияние такой классики, как «Дюна». Жуэн похвалил мультфильм за её великолепную графику и то, как он заставляет размышлять о различии культур и важности терпимости. Тем не менее критик предупредил, что в мультфильме есть несколько жестоких сцен, способных шокировать юных зрителей.
Критик сайта «Object Cinema» заметил, что «Дети дождя» предлагают довольно банальный сюжет о призыве к терпимости и принятия различных точек зрения с довольно наивным и счастливым концом. Представленная вселенная по мнению обозревателя выглядит довольно упрощённой и бинарной, демонстрируя два ярко-противоположных народа. Тем не менее критик увидел в противостоянии двух этих миров метафору расизма, порождённого невежеством, а также то, как сюжет затрагивает связь ксенофобии с манипуляциями правительством народными массами. Эти преграды преодолевают два героя, освободившихся от глупых предрассудков. Таким образом, история при своей наивности и детскости затрагивает взрослые и сложные темы, это впечатление усиливается красивой визуальной эстетикой.
К. Тарханова, обозревательница российского сайта «Film.ru» заметила, что только в описании создателей мультфильма можно понять, какой культурный слой скрывается за ним. Критик заметила, что сюжет предлагает старую мораль, но с целым раскрывающимся миром по ходу сюжета. Сценаристам удалось выстроить подробную концепцию вселенной, показывая такие детали, как например бытовую жизнь пиросов. Тем не менее, рисунок, по мнению Тарахановой, пошёл на поводу коммерции, заразившись дешёвой лаконичностью манги. Редакция Сartoonresearch назвала мультфильм историей о Ромео и Джульетте.
Многие критики оставили сдержанные отзывы о мультфильме, например редактор журнала Aden заметил, что роскошно описанный и контрастный мир испорчен посредственной концовкой. Бертрана Руже, редактор «Mad Movies» назвал сюжет убедительным, но лишённым настоящего энтузиазма. Рецензент «Ouirock.com» назвал «Детей дождя» симпатичным мультфильмом, но с предсказуемым сюжетом.
Жак Морис с Télérama увидел с истории утерянный потенциал с прекрасным повествованием и графическим стилем, но мультфильм словно пропустили через фильтры и вычистили из него всё, что кажется слишком жестоким для детских зрителей. В итоге история получилась недостаточно загадочной для взрослых. Вероника Ле Брис с сайта «Zurban» оставила разгромный отзыв, назвав сценарий нагруженным и раскритиковала жутковатый «футуро-гротескный» визуальный стиль.
Камиль Винь с сайта «EcranLarge» назвал «Детей дождя» мультфильмом с нереализованным потенциалом, пытавшимся достичь величия уровня проектов Хаяо Миядзаки, но не сумевшим это сделать по ряду причин. С одной стороны история предлагает зрелищную, глубоко проработанную вселенную, качественный сценарий, изучая человеческую природу и рассказывая романтическую легенду, перемешанную с жестокими сценами. С другой стороны, мультфильм явно страдает от низкого качества прорисовки, некоторые кадры и детали выполнены откровенно грубо, также в самом сюжете прослеживаются некоторые проблемы, например манихейское изображение противостояния добра и зла, где гидросы оставляют впечатление глупых людей, только и способных танцевать под дождём. Пиросы напротив утрировано воинственны и агрессивны. Также критик выразил разочарование по поводу «счастливой» концовки, назвав её слишком вычурной и условной, в стиле «Disney».